# Demetrije Komnen Duka
Demetrije Komnen Duka (grč. Δημήτριος Κομνηνός Δούκας) (o. 1220. – ?) bio je gospodar Soluna 1244. – 1246. iz dinastije Angela, poznata tada pod imenom Komnen Duka.
Bio je sin vladara Epira Teodora Komnena Duke i njegove žene Marije Petraliphaine. Nazvan je najvjerojatnije po svetom Demetriju, koji je bio nazvan po božici Demetri.
1230. car Bugarske Ivan Asen II. je zarobio Demetrija i njegovu obitelj. Car se zaljubio u Demetrijevu sestru Irenu te je zato poslije oslobodio njenu obitelj. 
Demetrije je naslijedio svog brata Ivana na mjestu gospodara Soluna. Bio je mlad te mu mnogi plemići Soluna nisu vjerovali. Demetrije je poslije poslan u utvrdu Lentianu.
| Prethodnik:      | vladar Soluna | Nasljednik: |
| Ivan Komnen Duka | vladar Soluna | —           |